# Museo civico (Prato)
Il Museo di Palazzo Pretorio si trova a Prato nel palazzo Pretorio. 

## Storia e descrizione
Il Granduca Pietro Leopoldo di Lorena nel 1788 espresse l'intento di creare una scuola del gusto per i futuri artisti, che sfociò nella creazione nel 1858 di una prima collezione ospitata inizialmente nel vicino palazzo comunale.
Aperto nel 1912 nelle stanze di palazzo Pretorio, il Museo
rimase chiuso per restauri dal  marzo 1998 al 2013, periodo nel quale parte delle opere sono state esposte nei locali del Museo di Pittura Murale, sito nei locali attigui alla chiesa di San Domenico.
Con l'inaugurazione della grande mostra Da Donatello a Lippi. Officina Pratese il museo riapre al pubblico nel settembre 2013.
La Collezione raccoglie molte opere d'arte che spaziano dal Medioevo all'Ottocento distribuite sui tre piani del palazzo. 
Al primo piano Fra queste sono alcuni polittici (fra cui quello del Duomo, di Bernardo Daddi) con le Storie della Cintola, di Giovanni da Milano e Lorenzo Monaco, diverse opere di Filippo e Filippino Lippi. Di quest'ultimo è conservato anche il famoso affresco del Tabernacolo del Canto al Mercatale, che si trovava addossato alla casa natale del pittore: gravemente danneggiato durante un bombardamento nel 1944, fu recuperato e incredibilmente restaurato da Leonetto Tintori.
Sono presenti inoltre una maiolica policroma dello scultore fiorentino Benedetto Buglioni ed opere di Andrea della Robbia e Benedetto da Maiano e opere di Luca Signorelli e della bottega di Botticelli.
Al secondo piano sono presenti grandi pale di artisti toscani del XVI secolo e del XVII secolo. Si inizia con il Manierismo con le pale di Paolo degli Organi (La Circoncisione di Gesù), di Giovan Battista Naldini e Giovanni Balducci (Matrimonio mistico di Santa Caterina) e di Francesco Morandini detto il Poppi e il suo Tobiolo e l'angelo. Nello stesso contesto culturale grande importanza ha il piccolo nucleo di tre dipinti provenienti dalla Cappella del Palagio degli Spini a Peretola e donati al museo nel 2011 dalla contessa Angela Riblet Bargagli Petrucci. Si tratta dei due capolavori di Alessandro Allori, il Miracolo del grano con San Giovanni Gualberto e il Miracolo della fonte con San Filippo Benizi ed il terzo capolavoro, la Moltiplicazione dei pani e dei pesci di Santi di Tito. 
Appartenenti al barocco sono presenti opere di scuola romana, napoletana (come uno splendido Noli me tangere di Battistello Caracciolo), varie nature morte del Settecento, e un'interessante Annunciazione di Gian Domenico Ferretti.
Da non dimenticare al terzo piano i modelli originali in alabastro e gesso del vaianese Lorenzo Bartolini tra cui quella della celebre Fiducia in dio del 1835, conservata al Museo Poldi Pezzoli di Milano.

## Opere principali

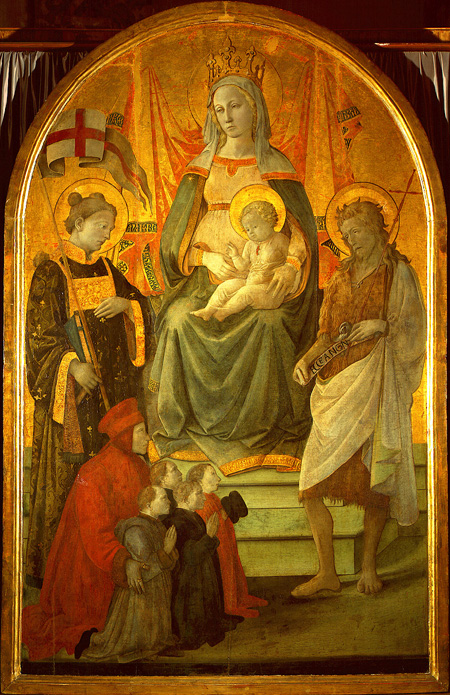
Filippo Lippi, Madonna del Ceppo

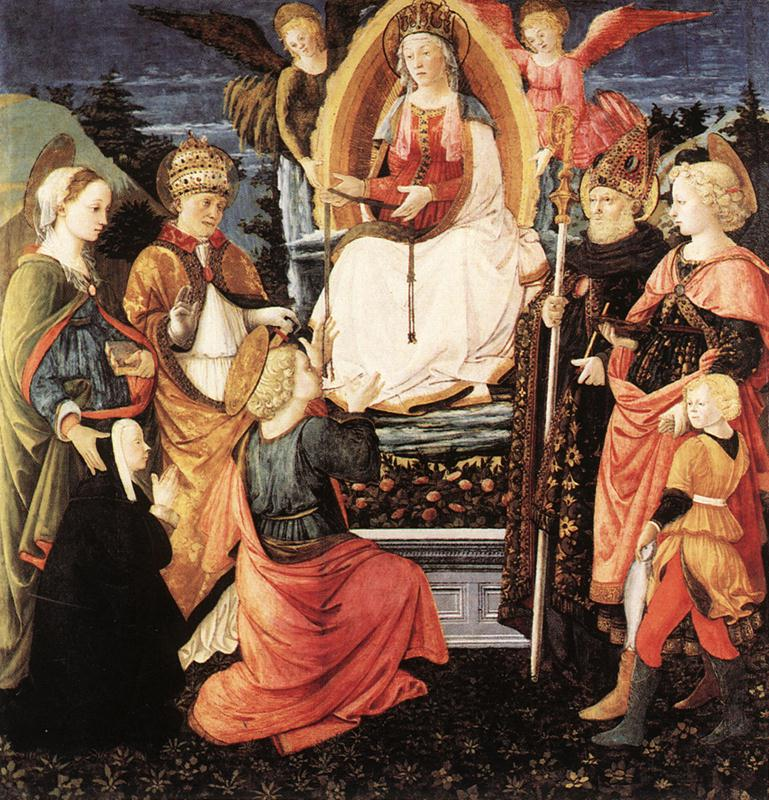
Filippo Lippi, Madonna della Cintola

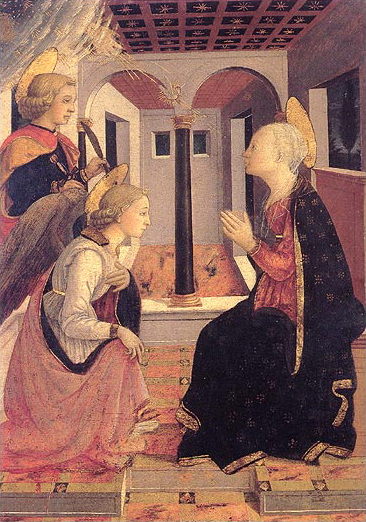
Filippo Lippi, Annunciazione con San Giuliano

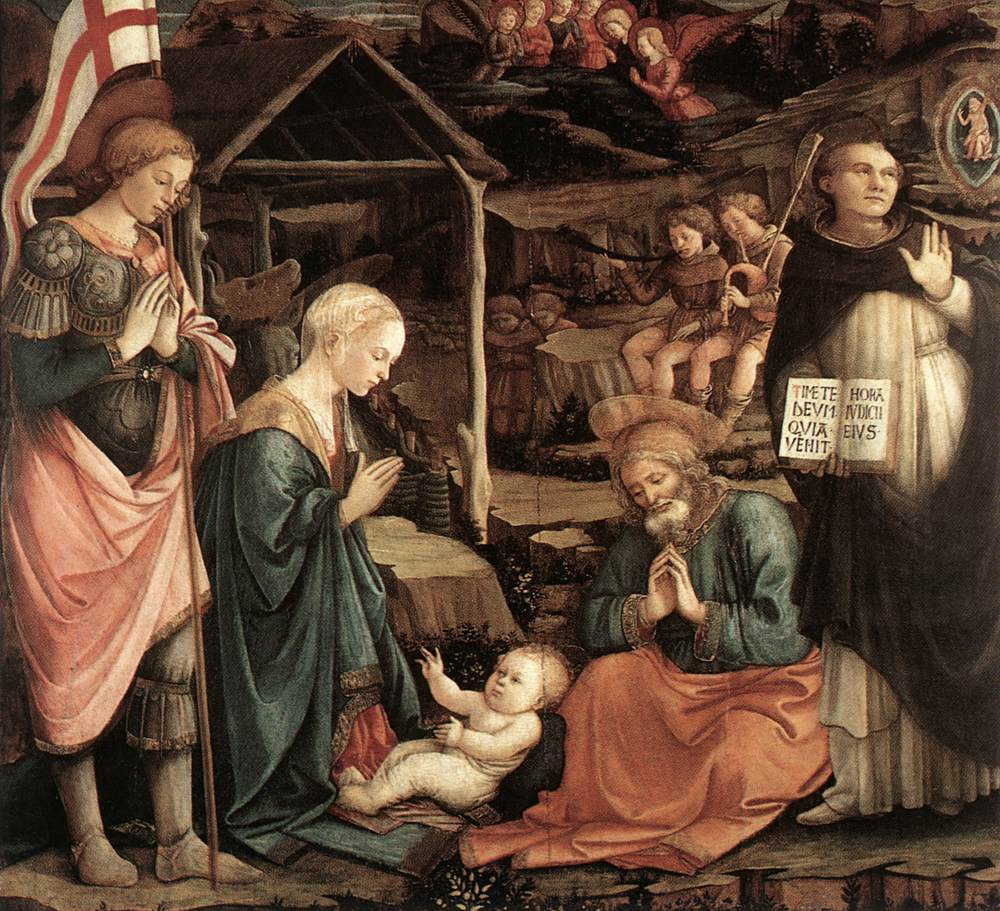
Filippo Lippi, Adorazione del Bambino di San Vincenzo Ferrer

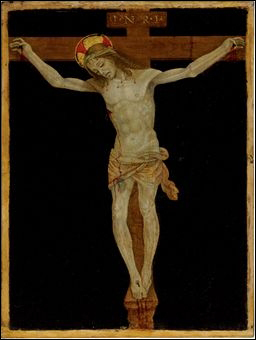
Filippino Lippi, Cristo in croce

### Filippo e Filippino Lippi e il loro tempo
- Filippo Lippi
  - Madonna del Ceppo, 1452-1453, tempera su tavola, 187 x 120 cm
  - Madonna della Cintola, 1456-1460, tempera su tavola, 207 x 200 cm
  - Adorazione del Bambino di San Vincenzo Ferrer, 1455-1466 circa, tempera su tavola, 146,5 x 156,5 cm
- Filippino Lippi
  - Madonna col Bambino tra i Santi Stefano e Caterina, Antonio Abate e Margherita , datato 1498,  affresco staccato, cm 239 x 141x 71
  - Crocifissione, 1501 ca, tempera su tavola, 31,2 x 23,4 cm
  - Madonna con Bambino, S. Stefano e S. Giovanni Battista, 1502-1503,  tempera su tavola, 132 x 118 cm
- Filippo Lippi e Frà Diamante
  - Madonna della Cintola,  tempera su tavola, 207 x 200 cm
  - Annunciazione con san Giuliano,1455 circa, tempera su tavola, 75 x 48 cm
- Filippo Lippi e collaboratori
  - Natività con i Santi Giorgio e Vincenzo Ferrer, tempera su tavola, 159 x 168 cm
- Fra' Diamante
  - Presentazione al Tempio, Adorazione dei Magi, Strage degli Innocenti,  tempera su tavola, 26 x 160 cm
- Francesco Botticini
  - Madonna in trono col Bambino tra i Santi Gerolamo, Francesco, Antonio da Padova e Ludovico di Tolosa, 1483 ca., tempera su tavola, 157 x 133 cm
- Raffaellino del Garbo
  - Madonna col Bambino San Giovannino, tempera su tavola, 113,5 cm diam.

### I polittici
Bernardo Daddi
- Madonna col Bambino tra i santi Francesco, Bartolomeo, Barnaba e Caterina d'Alessandria, 1332-1335
- Storie del Sacro Cingolo, 1337-1338

Giovanni da Milano
- Madonna col Bambino tra i Santi Caterina d'Alessandria, Bernardo, Bartolomeo e Barnaba, tempera su tavola, 245 x 210 cm
- Storie della Sacra Cintola, tempera su tavola, 26,5 x 22,3 cm (ciascuna)

Pietro di Miniato
- Incoronazione della Vergine tra i Santi Matteo e Mattia, (doc. 1413), tempera su tavola, 139 x 66,5 (centrale); 35 x 118 cm (predella superiore; 28 x 201 (predella inferiore)

Mariotto di Nardo
- Madonna in trono, Bambino, sei angeli e Santi (Polittico Serristori), 1424

Lorenzo Monaco e scuola
- Madonna col Bambino in trono e due angeli oranti fra i Santi Caterina d'Alessandria, Benedetto, Giovanni Gualberto e Agata, [1413], tempera su tavola 111 x 69 cm (centrale); 139 x 63 cm (ciascun laterale)

Andrea di Giusto Manzini
- Madonna col Bambino e due angeli Santi, tempera su tavola, 237 x 250 cm

### Scultura
- Andrea della Robbia
  - Sant'Antonio Abate fra due angeli, terracotta invetriata, 103 x 186,5 cm
- Benedetto Buglioni
  - Madonna con Bambino, Spirito Santo e due cherubini, terracotta invetriata, 82,5 x 55 cm
- Donatello
  - Madonna con Bambino tra due angeli; due profeti  (1415-1420), terracotta , 96,5 x 68 x 14 cm

- Lorenzo Bartolini
  - Leopoldo II granduca di Toscana, marmo, 59 cm (altezza)
  - Busto di Napoleone Bonaparte, marmo, 30 cm (altezza)
  - Modello del monumento funebre a Nicola Demidoff, alabastro marmo bianco e rosato, 73,5 x 51 x 51 cm
  - Fiducia in Dio, gesso, 93 cm (altezza)
- Jacques Lipchitz
  - Arlecchino con mandolino, gesso patinato, 66,7 x 25,4,x 21,6 cm
  - Madre e figlio, gesso patinato, 127,6 x 185,4 x 63,5 cm
  - Mano che pensa, gesso patinato, 50,8 x 53,3 x 40,6 cm
  - Le ghirlande per il cancello alla Johnson's Roofless Church, gesso patinato, 129 x 114,3 x 38,1 cm

## Mostre
- Da Donatello a Lippi. Officina Pratese
  - dal 13 settembre 2013 al 13 gennaio 2014
  - La mostra curata da Andrea De Marchi e da Cristina Gnoni Mavarelli, con la collaborazione dei più importanti storici dell'arte e curatori di musei internazionali, presenta per la prima volta capolavori creati da Filippo Lippi ed altri artisti dell'epoca intorno alla città di Prato e dispersi nei musei di tutto il mondo.
- Legati da una cintola. L’Assunta di Bernardo Daddi e l’identità di una città
  - dall'8 settembre 2017 al 25 febbraio 2018
  - La mostra ruota intorno alla reliquia della Sacra Cintola custodita nel Duomo di Prato, esaltata nelle opere di artisti come Giovanni Pisano, Bernardo Daddi e Filippo Lippi, solo per citarne alcuni.